# (3841) Dicicco
(3841) Dicicco (1983 VG7) – planetoida z pasa głównego asteroid okrążająca Słońce w ciągu 3,43 lat w średniej odległości 2,27 j.a. Odkrył ją Brian Skiff 4 listopada 1983 roku.